# Philodoria nigrelloides
Philodoria nigrelloides là một loài loài bướm thuộc họ Gracillariidae. Đây là loài đặc hữu của Kauai.
Ấu trùng ăn các loài Dubautia. Chúng ăn lá cây nơi chúng sống.